# Хушвахтов, Хушбахт Давлятович
Хушбахт Давлятович Хушвахтов (9 декабря 1926, кишлак Рушан, Рушанский район, Горно-Бадахшанская автономная область, Таджикская ССР — 13 марта 2013, Москва, Россия) — таджикский советский живописец, народный художник Таджикской ССР.

## Вехи творческой биографии
В 1953—1960 — студент Московского художественного института им. В. И. Сурикова.
В 1960—1961 — преподаватель Республиканского художественного училища в Душанбе.
С 1961 по 1981 — председатель Правления Союза художников Таджикистана.
Автор лирико-эпических пейзажей и тематических картин, посвящённых Памиру. Произведениям Хушвахтова свойственны сдержанный колорит, графичность, строгость художественного решения. В числе его работ:
- «Хорог» (1961);
- «Алайская долина» (1962);
- «В былые годы» (1967);
- «Народные мастера» (1970);
- «Яки» (1970);
- «Памир» (1983);
- «Бесконечность» (1992).

Большая часть наиболее известных полотен Х. Д. Хушвахтова хранится в Национальном музее Таджикистана им. К. Бехзода (Душанбе) и в частных коллекциях.
Похоронен в Москве на Троекуровском кладбище.

## Награды и признание
- Народный художник Таджикской ССР (1974)
- Государственная премия Таджикской ССР им. Рудаки (1977)
- Секретарь Союза художников СССР (1961—1981)
- Член-корреспондент Российской академии художеств (2007)